# Beach volley ai Giochi olimpici
Il beach volley ai Giochi olimpici estivi fece la sua prima apparizione ai Giochi della XXVI Olimpiade di Atlanta nel 1996, sia per quanto concerne la competizione maschile che quella femminile.

## Edizioni svolte
| Torneo    | Edizioni | 1996 | 2000 | 2004 | 2008 | 2012 | 2016 | 2020 | 2024 |
| --------- | -------- | ---- | ---- | ---- | ---- | ---- | ---- | ---- | ---- |
| Maschile  | 8        | •    | •    | •    | •    | •    | •    | •    | •    |
| Femminile | 8        | •    | •    | •    | •    | •    | •    | •    | •    |

## Medaglieri
Aggiornati a Parigi 2024.

### Uomini
| Pos | Nazione     | Oro | Argento | Bronzo | Totale |
| --- | ----------- | --- | ------- | ------ | ------ |
| 1   | Stati Uniti | 3   | 1       | 0      | 4      |
| 2   | Brasile     | 2   | 3       | 1      | 6      |
| 3   | Germania    | 1   | 1       | 1      | 3      |
| 4   | Norvegia    | 1   | 0       | 1      | 2      |
| 5   | Svezia      | 1   | 0       | 0      | 1      |
| 6   | Italia      | 0   | 1       | 0      | 1      |
| 6   | Spagna      | 0   | 1       | 0      | 1      |
| 6   | ROC         | 0   | 1       | 0      | 1      |
| 9   | Canada      | 0   | 0       | 1      | 1      |
| 9   | Svizzera    | 0   | 0       | 1      | 1      |
| 9   | Lettonia    | 0   | 0       | 1      | 1      |
| 9   | Paesi Bassi | 0   | 0       | 1      | 1      |
| 9   | Qatar       | 0   | 0       | 1      | 1      |

### Donne
| Pos | Nazione     | Oro | Argento | Bronzo | Totale |
| --- | ----------- | --- | ------- | ------ | ------ |
| 1   | Stati Uniti | 4   | 1       | 2      | 7      |
| 2   | Brasile     | 2   | 4       | 2      | 8      |
| 3   | Australia   | 1   | 1       | 1      | 3      |
| 4   | Germania    | 1   | 0       | 0      | 1      |
| 5   | Cina        | 0   | 1       | 1      | 2      |
| 6   | Canada      | 0   | 1       | 0      | 1      |
| 7   | Svizzera    | 0   | 0       | 2      | 2      |

### Totale
| Pos | Nazione     | Oro | Argento | Bronzo | Totale |
| --- | ----------- | --- | ------- | ------ | ------ |
| 1   | Stati Uniti | 7   | 2       | 2      | 11     |
| 2   | Brasile     | 4   | 7       | 3      | 14     |
| 3   | Germania    | 2   | 1       | 1      | 4      |
| 4   | Australia   | 1   | 1       | 1      | 3      |
| 5   | Norvegia    | 1   | 0       | 1      | 2      |
| 6   | Svezia      | 1   | 0       | 0      | 1      |
| 7   | Cina        | 0   | 1       | 1      | 2      |
| 8   | Canada      | 0   | 1       | 0      | 1      |
| 8   | Italia      | 0   | 1       | 0      | 1      |
| 8   | Spagna      | 0   | 1       | 0      | 1      |
| 8   | ROC         | 0   | 1       | 0      | 1      |
| 11  | Svizzera    | 0   | 0       | 3      | 3      |
| 12  | Canada      | 0   | 0       | 1      | 1      |
| 12  | Qatar       | 0   | 0       | 1      | 1      |
| 12  | Lettonia    | 0   | 0       | 1      | 1      |
| 12  | Paesi Bassi | 0   | 0       | 1      | 1      |

## Albo d'oro

### Maschile
| Edizione                                                      | Oro                                                           | Argento                                        | Bronzo                                          |
| ------------------------------------------------------------- | ------------------------------------------------------------- | ---------------------------------------------- | ----------------------------------------------- |
| Atlanta 1996                                                  | Stati Uniti Karch Kiraly - Kent Steffes                       | Stati Uniti Michael Dodd - Mike Whitmarsh      | Canada John Child - Mark Heese                  |
| Sydney 2000                                                   | Stati Uniti Dain Blanton - Eric Fonoimoana                    | Brasile José Marco de Melo - Ricardo Santos    | Germania Axel Hager - Jörg Ahmann               |
| Atene 2004                                                    | Brasile Ricardo Santos - Emanuel Rego                         | Spagna Javier Bosma - Pablo Herrera            | Svizzera Stefan Kobel - Patrick Heuscher        |
| Pechino 2008                                                  | Stati Uniti Phil Dalhausser - Todd Rogers                     | Brasile Márcio Araújo - Fábio Luiz Magalhães   | Brasile Ricardo Santos - Emanuel Rego           |
| Londra 2012                                                   | Germania Julius Brink - Jonas Reckermann                      | Brasile Emanuel Rego - Alison Cerutti          | Lettonia Mārtiņš Pļaviņš - Jānis Šmēdiņš        |
| Rio de Janeiro 2016                                           | Brasile Alison Cerutti - Bruno Oscar Schmidt                  | Italia Daniele Lupo - Paolo Nicolai            | Paesi Bassi Alexander Brouwer - Robert Meeuwsen |
| Tokyo 2020                                                    | Norvegia Anders Mol - Christian Sørum                         | ROC Oleg Stoyanovskiy - Vjačeslav Krasil'nikov | Qatar Cherif Younousse - Ahmed Tijan            |
| Parigi 2024                                                   | Svezia David Åhman - Jonatan Hellvig                          | Germania Nils Ehlers - Clemens Wickler         | Norvegia Anders Mol - Christian Sørum           |
| Atleta meglio premiato: Ricardo Santos e Emanuel Rego (1/1/1) | Atleta meglio premiato: Ricardo Santos e Emanuel Rego (1/1/1) | Nazione meglio premiata: Stati Uniti (3/1/0)   | Nazione meglio premiata: Stati Uniti (3/1/0)    |

### Femminile
| Edizione                                    | Oro                                         | Argento                                              | Bronzo                                        |
| ------------------------------------------- | ------------------------------------------- | ---------------------------------------------------- | --------------------------------------------- |
| Atlanta 1996                                | Brasile Jacqueline Silva - Sandra Pires     | Brasile Mônica Rodrigues - Adriana Samuel            | Australia Natalie Cook - Kerri Pottharst      |
| Sydney 2000                                 | Australia Natalie Cook - Kerri Pottharst    | Brasile Adriana Behar - Shelda Bedê                  | Brasile Adriana Samuel - Sandra Pires         |
| Atene 2004                                  | Stati Uniti Kerri Walsh - Misty May         | Brasile Adriana Behar - Shelda Bedê                  | Stati Uniti Holly McPeak - Elaine Youngs      |
| Pechino 2008                                | Stati Uniti Kerri Walsh - Misty May-Treanor | Cina Tian Jia - Wang Jie                             | Cina Chen Xue - Zhang Xi                      |
| Londra 2012                                 | Stati Uniti Kerri Walsh - Misty May-Treanor | Stati Uniti Jennifer Kessy - April Ross              | Brasile Larissa França - Juliana Felisberta   |
| Rio de Janeiro 2016                         | Germania Laura Ludwig - Kira Walkenhorst    | Brasile Ágatha Bednarczuk - Bárbara Seixas           | Stati Uniti April Ross - Kerri Walsh Jennings |
| Tokyo 2020                                  | Stati Uniti Alexandra Klineman - April Ross | Australia Mariafe Artacho del Solar - Taliqua Clancy | Svizzera Anouk Vergé-Dépré - Joana Heidrich   |
| Parigi 2024                                 | Brasile Ana Patrícia - Duda Lisboa          | Canada Melissa Humana-Paredes - Brandie Wilkerson    | Svizzera Tanja Hüberli - Nina Betschart       |
| Atleta meglio premiato: Kerri Walsh (3/0/1) | Atleta meglio premiato: Kerri Walsh (3/0/1) | Nazione meglio premiata: Stati Uniti (4/1/2)         | Nazione meglio premiata: Stati Uniti (4/1/2)  |

### Atleti plurimedagliati
La lista riguarda gli atleti che sino a Rio de Janeiro 2016 hanno conquistato più di una medaglia olimpica nel beach volley ed è ordinata per numero di medaglie totali.
| Atleta            | Nazione     | Oro | Argento | Bronzo | Totale |
| ----------------- | ----------- | --- | ------- | ------ | ------ |
| Kerri Walsh       | Stati Uniti | 3   | 0       | 1      | 4      |
| Misty May-Treanor | Stati Uniti | 3   | 0       | 0      | 3      |
| Emanuel Rego      | Brasile     | 1   | 1       | 1      | 3      |
| Ricardo Santos    | Brasile     | 1   | 1       | 1      | 3      |
| April Ross        | Stati Uniti | 1   | 1       | 1      | 3      |
| Alison Cerutti    | Brasile     | 1   | 1       | 0      | 2      |
| Natalie Cook      | Australia   | 1   | 0       | 1      | 2      |
| Sandra Pires      | Brasile     | 1   | 0       | 1      | 2      |
| Kerri Pottharst   | Australia   | 1   | 0       | 1      | 2      |
| Adriana Behar     | Brasile     | 0   | 2       | 0      | 2      |
| Shelda Bedê       | Brasile     | 0   | 2       | 0      | 2      |
| Adriana Samuel    | Brasile     | 0   | 1       | 1      | 2      |